# Colnelsäure
Colnelsäure ist eine mehrfach ungesättigte Fettsäure, die eine Ethergruppe (Divinylether) und drei Doppelbindungen trägt. Zwei Doppelbindungen sind trans- und eine cis-konfiguriert, wobei zwei konjugiert sind. Sie zählt zu den Polyenen und ist strukturell verwandt mit der Colnelensäure, die vier Doppelbindungen aufweist.

## Vorkommen

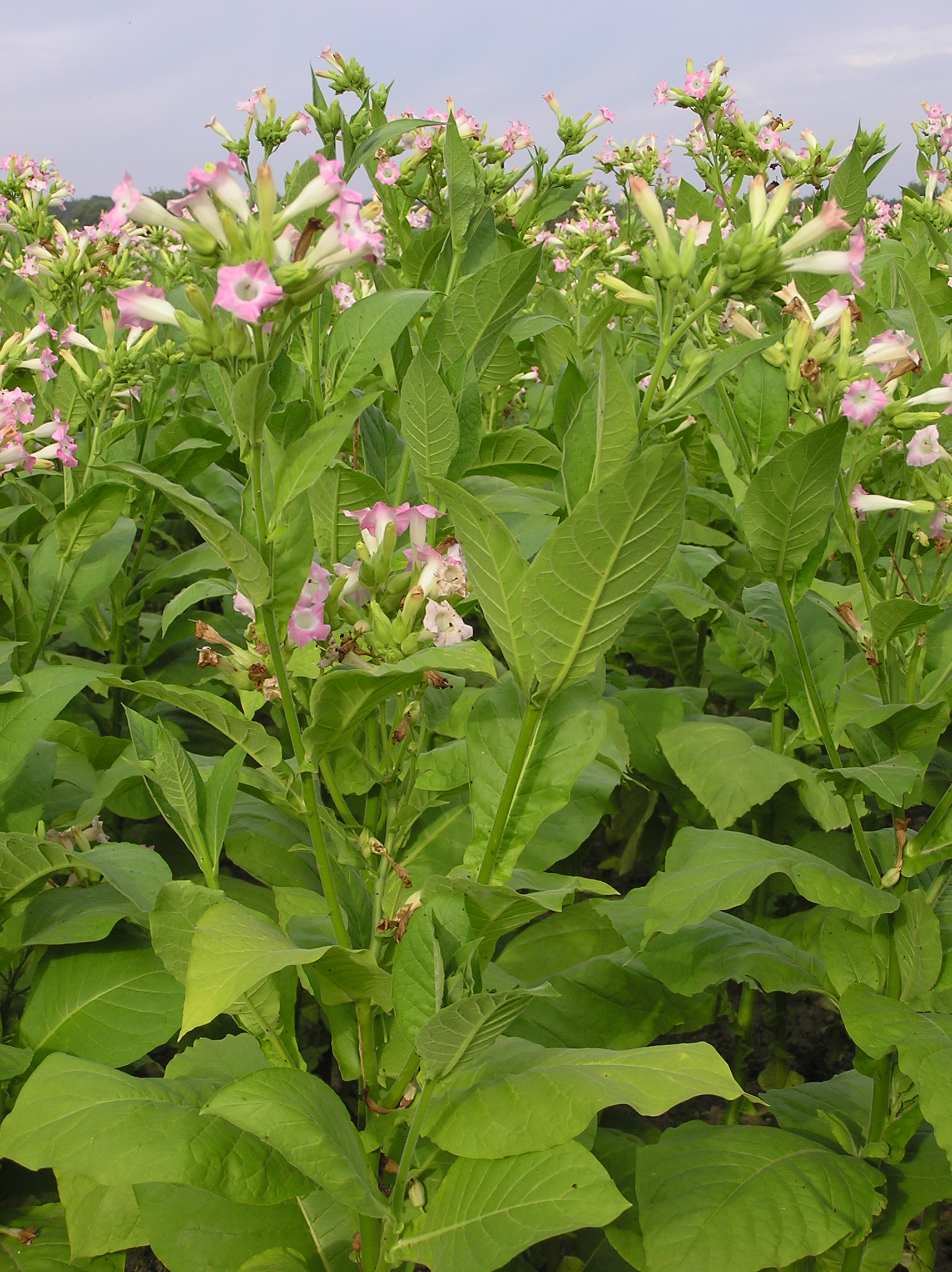
Tabakpflanzen bilden Colnelsäure

Colnelsäure kommt in verschiedenen Arten der Gattung Solanum vor. Zuerst nachgewiesen wurde sie in der Kartoffel, sie kommt jedoch auch im Tabak und der Tomate vor. In Kartoffeln tritt sie zum Teil in Form von Phospholipiden auf, dort jedoch nur an die C2-Position des Glycerins gebunden.
Das (8Z)-Isomer der Colnelsäure tritt in der Gewöhnlichen Waldrebe auf.

## Biologische Bedeutung
Colnelsäure wird auf in Reaktion auf bestimmte äußere Einflüsse gebildet, z.B, bei Befall mit Bakterien, Pilzen oder Nematoden. Sie inhibiert Phytophthora infestans, die Kartoffeln befällt.

## Biosynthese
Die Biosynthese geht von Linolsäure aus, die zunächst durch eine Lipoxygenase zum (S)-9-Hydroperoxid umgewandelt wird. Diese wird dann durch eine Divinylether-Synthetase zur Colnelsäure umgewandelt. Zum Teil wird die Umlagerung auch durch die Lipoxygenase katalysiert. Die Biosynthese der Colnelsäure ist selbstregulierend, da die Verbindung die Lipoxygenase hemmt. Zum Teil wird durch die Lipoxygenase auch ein 13-Hydroperoxid gebildet (z B. zu etwa 8 % in der Kartoffel), die Divinylethersynthetasen aus Kartoffel und Tomate sind jedoch spezifisch für das 9-Hydroperoxid.
Der Bildungsmechanismus in der Kartoffel wurde untersucht. Er läuft vermutlich über ein Epoxy-Carbeniumion. Experimente mit 18O2 haben ergeben, dass das Ether-Sauerstoffatom vor allem aus molekularem Sauerstoff stammt.
In Knoblauch kommt eine andere Divinylether-Fettsäure (Etherolsäure) vor, die sich vom 13-Hydroperoxid der Linolsäure ableitet. Bei der heterologen Expression der entsprechenden Divinylether-Sythetase in Arabidopsis thaliana hat sich allerdings gezeigt, dass sie auch das 9-Hydroperoxid zu Colnelsäure umwandeln kann.

## Synthese
8-Pivaloyloxyoctanoylchloride und 3-Noninal werden mit Natrium-bis(trimethylsilyl)amid gekoppelt. Die Dreifachbindung wird dann unter Palladiumkatalyse zu einer Z-Doppelbindung hydriert. Die Esterfunktion kann mittels Lithiumdiisopropylamid und Diethylbromphosphat zu einem Enolphosphat phosphoryliert werden. Durch Hydrogenolyse mittels Triethylaluminium und Tetrakis(triphenyphosphin)palladium(0) kann das Phosphat abgespalten werden, wodurch Colnelsäure erhalten wird.
Eine biomimetische Synthese aus dem (S)-9-Hydroperoxid der Linolsäure mittels einem enzymhaltigen Extrakt aus Kartoffeln ist ebenfalls möglich.

## Nachweis
Es wurde eine chromatographische Methode publiziert, die speziell für die Analyse von Divinylether-Fettsäuren wie Colnel- und Colnelensäure optimiert ist.